# Kallern
Kallern (schweizerdeutsch: ˈχɑlːərə) ist eine Einwohnergemeinde im Schweizer Kanton Aargau. Sie gehört zum Bezirk Muri und liegt am Rande des mittleren Bünztals.

## Geographie
Das Gemeindegebiet erstreckt sich in Nord-Süd-Richtung am Ostabhang des Niesenbergs, einem Ausläufer der Lindenberg-Kette. Das Gelände steigt vom Bünztal her zunächst gleichmässig an, geht dann in welliges Terrain über, um dann ganz im Süden nochmals anzusteigen. Die Gemeinde ist eine Streusiedlung und setzt sich aus den sieben Weilern Unterhöll (481 m ü. M.), Oberhöll (525 m ü. M.), Kallern (513 m ü. M.), Hinterbühl (568 m ü. M.), Unterniesenberg (597 m ü. M.), Hinterniesenberg (630 m ü. M.) und Oberniesenberg (647 m ü. M.) zusammen. In jüngster Zeit hat sich Hinterbühl, wo knapp die Hälfte der Bevölkerung lebt, als Zentrum der Gemeinde etabliert; hier sind die Gemeindeverwaltung und die Schule.
Die Fläche des Gemeindegebiets beträgt 268 Hektaren, davon sind 38 Hektaren bewaldet und 30 Hektaren überbaut. Der höchste Punkt liegt auf 675 m ü. M. auf dem Kamm des Lindenbergs, die tiefste Stelle auf 455 m ü. M. nördlich von Unterhöll. Nachbargemeinden sind Waltenschwil im Norden, Boswil im Osten, Bettwil im Süden, Sarmenstorf im Südwesten und Uezwil im Westen.

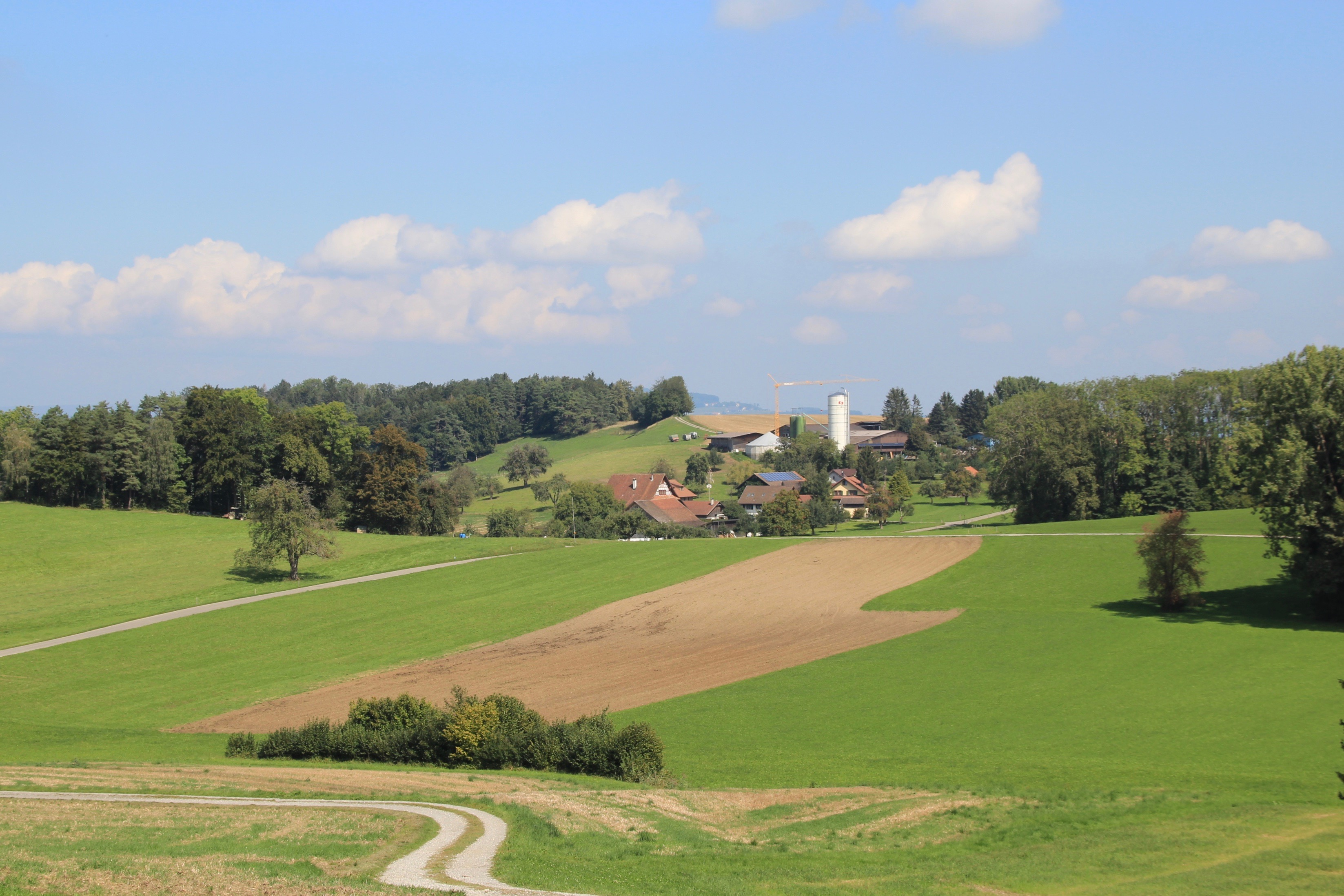
Unterniesenberg
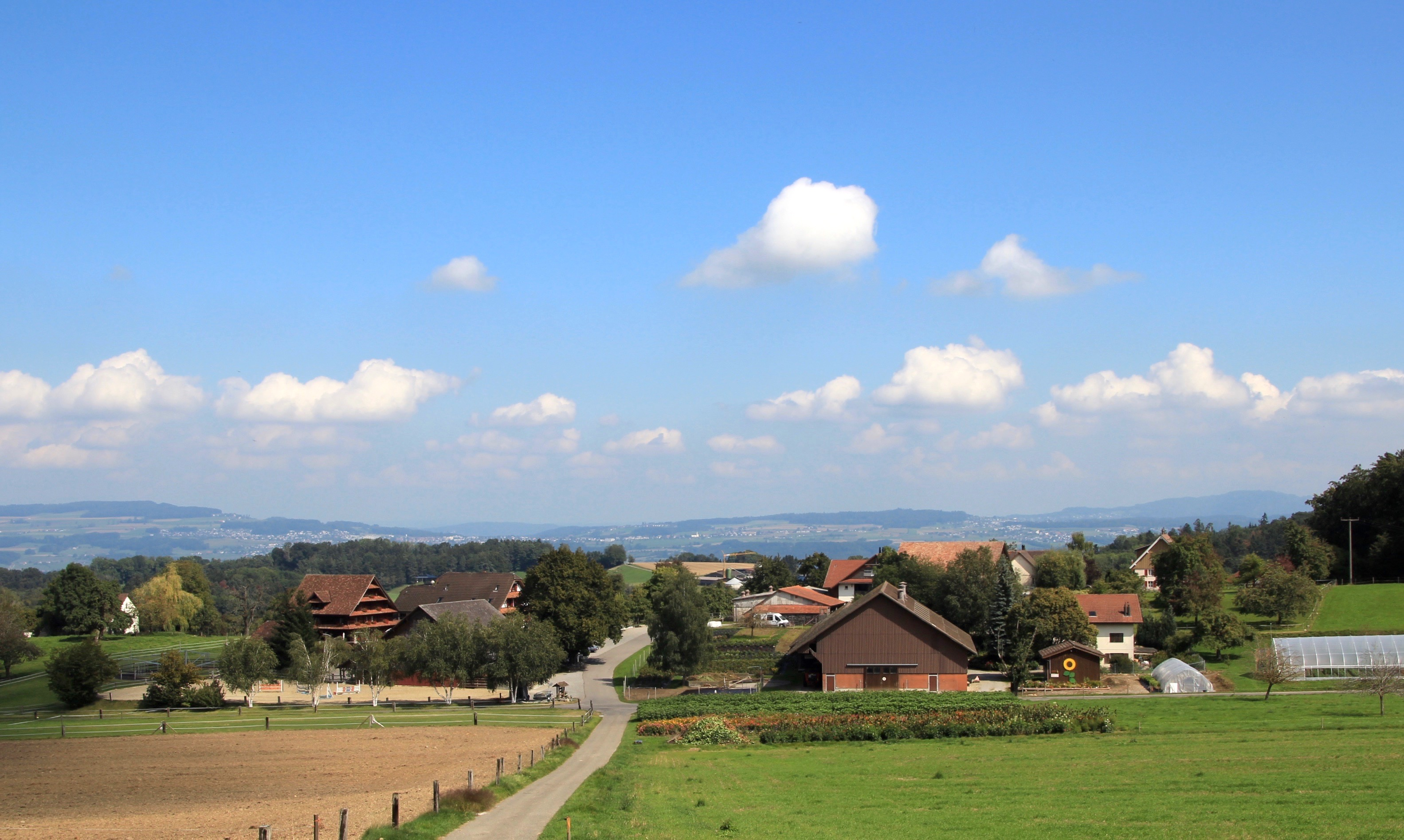
Oberniesenberg
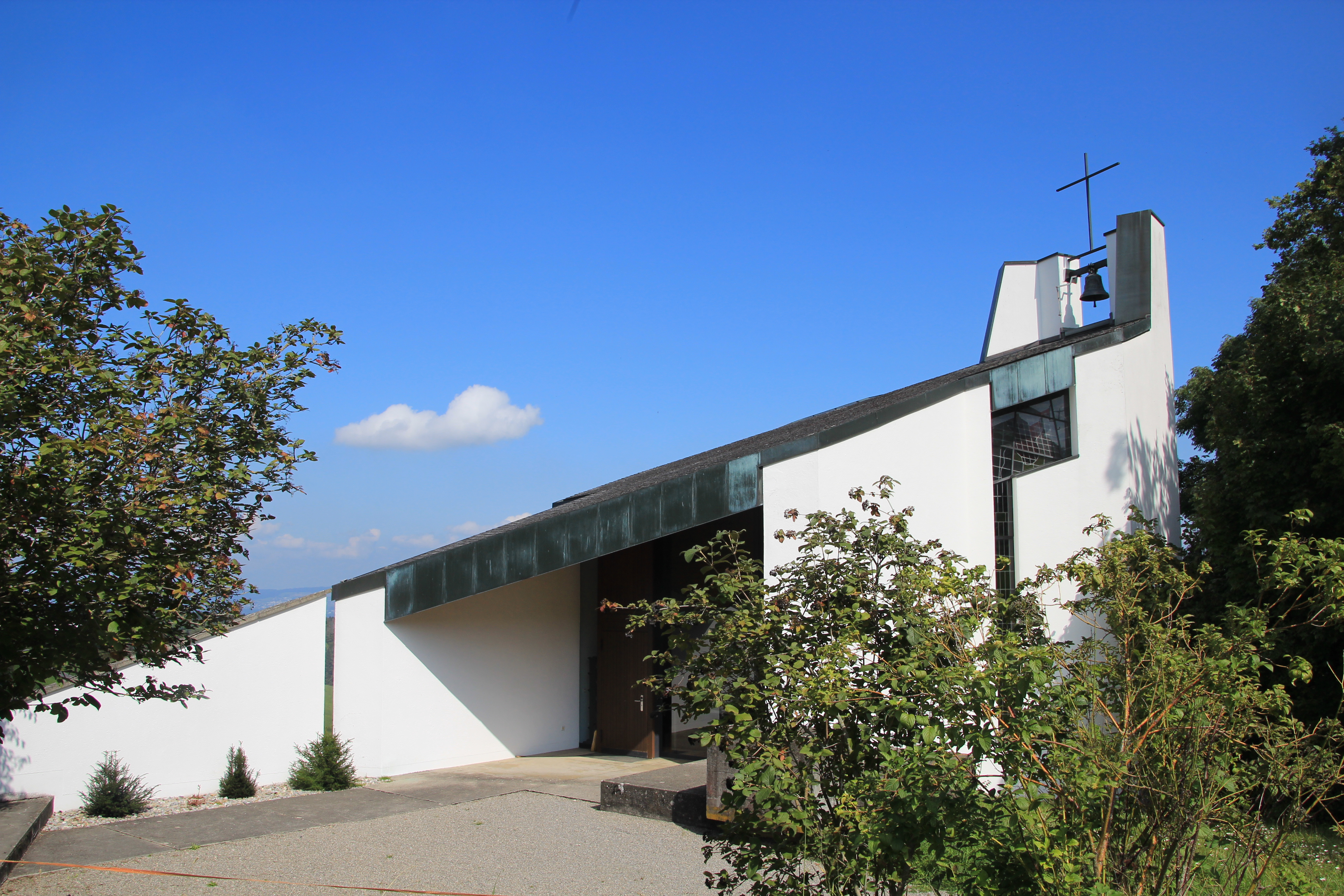
Muttergotteskapelle in Oberniesenberg

## Geschichte
Verschiedene Funde lassen darauf schliessen, dass Kallern während der Jungsteinzeit (3000 bis 1800 v. Chr.) besiedelt war. Vermutlich entstanden die Weiler auf dem Gebiet der heutigen Gemeinde im 9. Jahrhundert durch Rodungen. Im Früh- und Hochmittelalter gehörte der grösste Teil Kallerns zum Einzugsgebiet des Kellerhofs in Boswil. Dieser königliche Besitz der Karolinger ging 853 an das Chorherrenstift der Stadt Zürich über, um 900 an das Zürcher Fraumünsterkloster. Die Äbtissinnen übten auch die niedere Gerichtsbarkeit aus. Die Landesherrschaft lag bei den Habsburgern.
Die erste urkundliche Erwähnung von Kaltherren erfolgte 1306 im Habsburger Urbar. Der Ortsname geht auf das lateinische calcatura (das Traubentreten) und auf das schwäbische Kelter bzw. Kalter (Weinpresse) zurück. Dies lässt darauf schliessen, dass hier früher Weinbau betrieben wurde. Aus Kaltherren entwickelte sich über Kalchern, Kalchren und Kalleren schliesslich die heutige Bezeichnung Kallern. Johans I. von Hallwyl erwarb den Kellerhof im Jahr 1341.
Im Jahr 1415 eroberten die Eidgenossen den Aargau. Das Gebiet um Kallern gehörte fortan zu den Freien Ämtern, einer Gemeinen Herrschaft. Die Hallwyler mussten aus finanziellen Gründen einen grossen Teil ihres Besitzes abstossen, zwischen 1433 und 1483 erwarb das Kloster Muri in vier Schritten den Boswiler Kellerhof. Die Mönche errichteten 1594 in Unterniesenberg ein Gästehaus, das vor allem während der Jagdsaison genutzt wurde. Im März 1798 nahmen die Franzosen die Schweiz ein und riefen die Helvetische Republik aus. Das heutige Gemeindegebiet lag im Kanton Baden. Unter-, Ober- und Hinterniesenberg gehörten zur Gemeinde Bettwil, die übrigen Weiler zur Gemeinde Uezwil. Beide Gemeinden gehörten zum Distrikt Sarmenstorf.
Bei der Gründung des Kantons Aargau im Jahr 1803 entstand aus den verstreuten Weilern die Gemeinde Kallern. Aufgrund des spärlichen Waldbestandes war die neue Gemeinde jedoch ziemlich arm. Um an Geld zu kommen, verkauften die Kallerer das Ortsbürgerrecht recht häufig. Über 2000 Personen erhielten bis heute das Bürgerrecht von Kallern, darunter sehr viele Polen, Russen und staatenlose Juden. Mit dem Erlös aus den Einbürgerungsgebühren konnte unter anderem 1846 ein Schulhaus errichtet werden (1975 durch einen Neubau ersetzt).
1912 erhielt Kallern Anschluss an das Elektrizitätsnetz. Während des Zweiten Weltkriegs waren in Oberniesenberg einige britische, amerikanische und polnische Soldaten interniert. Mitte der 1970er Jahre plante die religiöse Gemeinschaft Lectorium Rosicrucianum den Bau eines Tagungszentrums in Kallern, das Baugesuch wurde jedoch im März 1977 an der Einwohnergemeindeversammlung abgelehnt. 1986 löste sich die Ortsbürgergemeinde auf. Von 1869 bis 2002 gab es in Hinterbühl ein Postbüro. Seit dem Mittelalter bewegte sich die Einwohnerzahl stets um etwa 200 herum. Seit den 1980er Jahren hat sie jedoch um zwei Drittel zugenommen, wobei sich das Wachstum fast ausschliesslich auf Hinterbühl beschränkt. Dennoch hat Kallern bis heute seinen ursprünglich ländlichen Charakter bewahren können.

## Wappen
Die Blasonierung des Gemeindewappens lautet: «In Blau zwei gekreuzte weisse Schlüssel, im Schildhaupt begleitet von weissem Nagel.» Die älteste Darstellung stammt vom Gemeindesiegel aus dem Jahr 1811. Die Schlüssel weisen auf den Kellerhof in Unterniesenberg hin, der im Mittelalter dem Kloster Muri gehörte. Die Bedeutung des Nagels ist nicht gesichert.

## Bevölkerung
Die Einwohnerzahlen entwickelten sich wie folgt:
| Jahr      | 1850 | 1900 | 1930 | 1950 | 1960 | 1970 | 1980 | 1990 | 2000 | 2010 | 2020 |
| Einwohner | 329  | 225  | 234  | 229  | 220  | 217  | 206  | 275  | 264  | 318  | 399  |

Am 31. Dezember 2023 lebten 407 Menschen in Kallern, der Ausländeranteil betrug 8,8 %. Bei der Volkszählung 2015 bezeichneten sich 57,3 % als römisch-katholisch und 17,0 % als reformiert; 25,7 % waren konfessionslos oder gehörten anderen Glaubensrichtungen an. 95,5 % gaben bei der Volkszählung 2000 Deutsch als ihre Hauptsprache an und 1,9 % Englisch.

## Politik und Recht

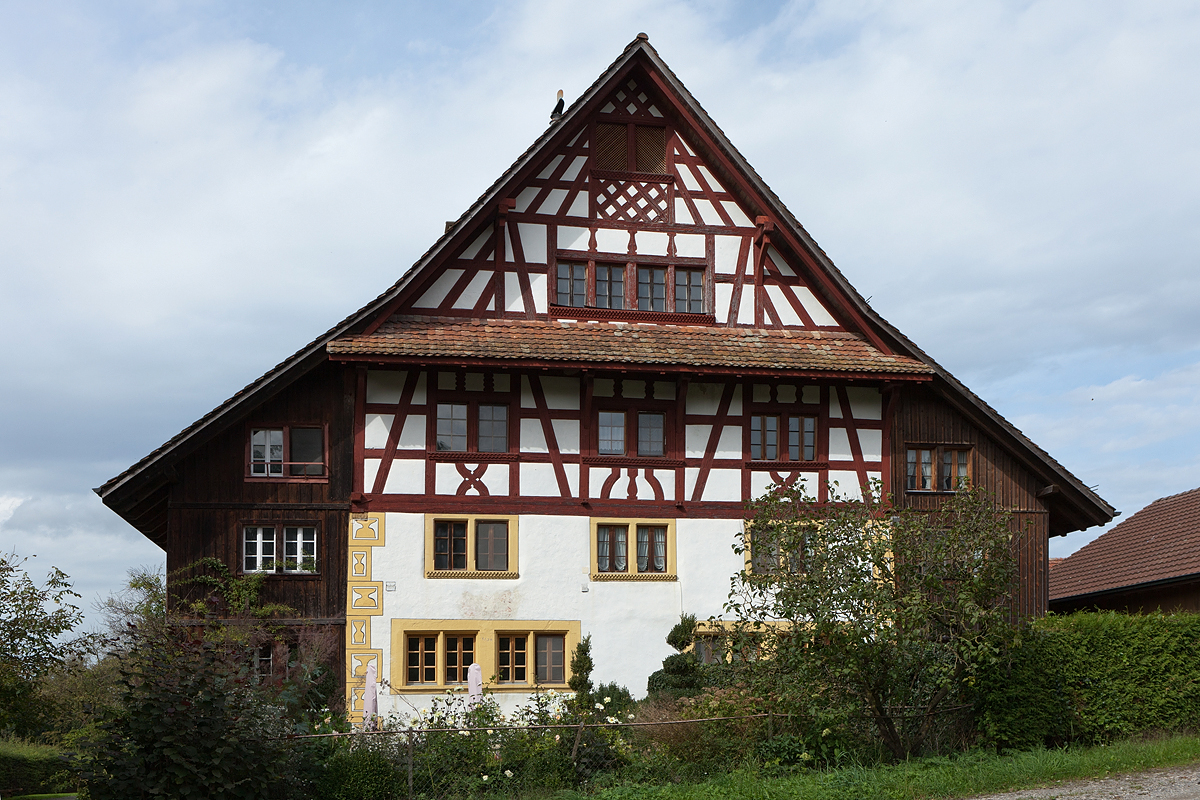
Bauernhaus in Unterniesenberg

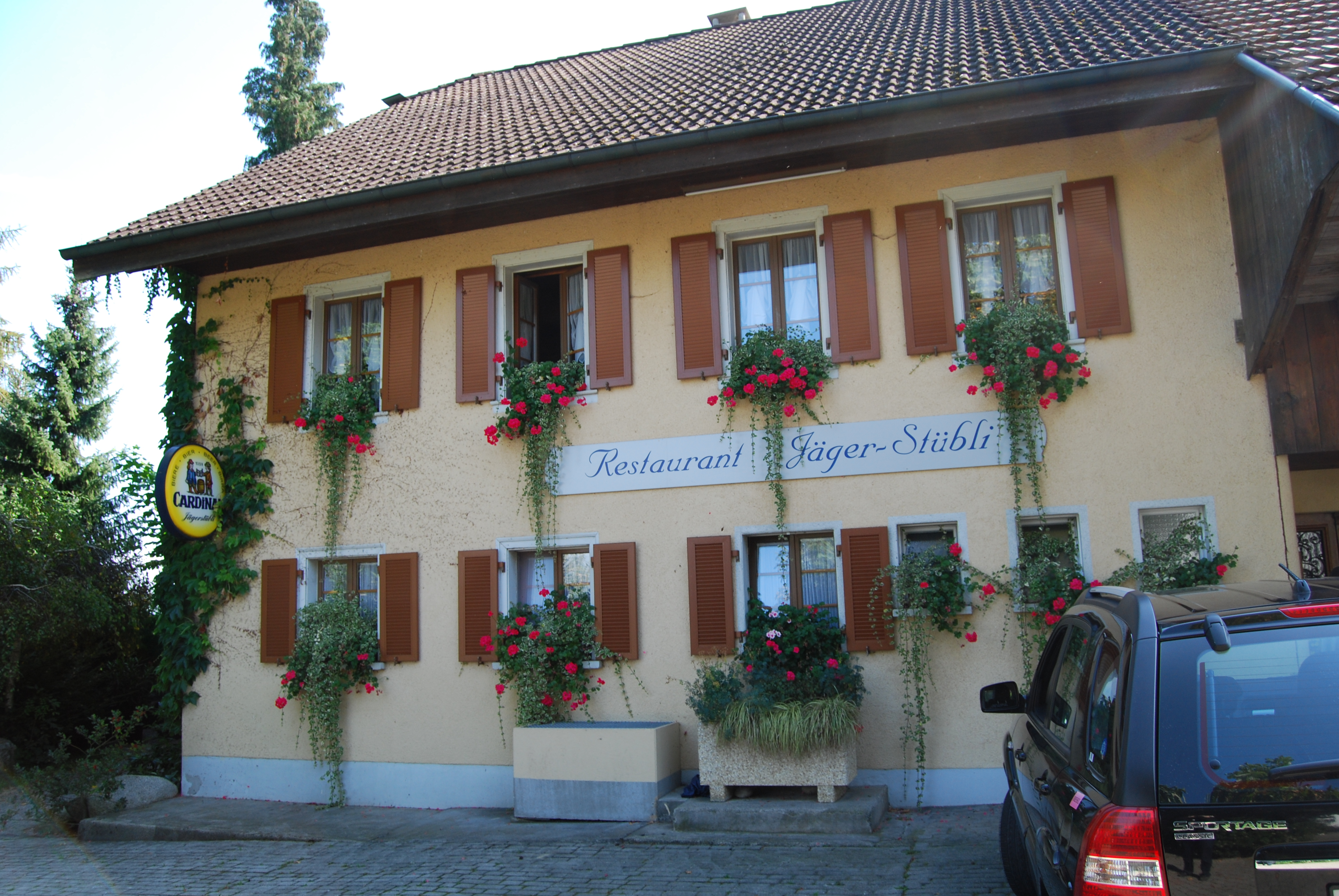
Restaurant Jägerstübli

Die Versammlung der Stimmberechtigten, die Gemeindeversammlung, übt die Legislativgewalt aus. Ausführende Behörde ist der fünfköpfige Gemeinderat. Er wird im Majorzverfahren vom Volk gewählt, seine Amtsdauer beträgt vier Jahre. Der Gemeinderat führt und repräsentiert die Gemeinde. Dazu vollzieht er die Beschlüsse der Gemeindeversammlung und die Aufgaben, die ihm vom Kanton zugeteilt wurden. Für Rechtsstreitigkeiten ist in erster Instanz das Bezirksgericht Muri zuständig. Kallern gehört zum Friedensrichterkreis XIII (Muri).

## Wirtschaft
In Kallern gibt es gemäss der im Jahr 2015 erhobenen Statistik der Unternehmensstruktur (STATENT) rund 100 Arbeitsplätze, davon 45 % in der Landwirtschaft, 7 % in der Industrie und 48 % im Dienstleistungssektor. Bei schönem Wetter zieht es viele Wochenendausflügler auf den Niesenberg, das dortige Ausflugsrestaurant ist der grösste Arbeitgeber der Gemeinde. Zahlreiche Erwerbstätige sind Wegpendler und arbeiten in Boswil oder in weiteren umliegenden Gemeinden im Bünztal.

## Verkehr
Die Weiler liegen abseits des Durchgangsverkehrs und sind durch eine Nebenstrasse mit Boswil verbunden. Kallern ist nebst Wiliberg eine der zwei Gemeinden des Kantons ohne Verbindung an eine Linie des öffentlichen Verkehrs. Stattdessen besteht ein Ruftaxi von und zu den Bahnhöfen Wohlen und Boswil; für Einwohner gilt gegen Vorweisen eines Ausweises ein vergünstigter Tarif.

## Bildung
Die Gemeinde verfügt über einen Kindergarten und eine Primarschule, die im 1975 erbauten Gemeindeschulhaus Hinterbühl untergebracht sind. Die Realschule und die Sekundarschule können in Boswil besucht werden, die Bezirksschule in Muri. Das nächstgelegene Gymnasium ist die Kantonsschule Wohlen.

## Sport
Seit 1997 findet jeweils Ende Mai der Concours Oberniesenberg statt, ein Wettbewerb im Springreiten mit rund 400 Beteiligten und 1000 Zuschauern. Der 1977 gegründete Seilziehclub Waltenschwil-Kallern ist mehrfacher Schweizermeister im Tauziehen.